# غيرترود مانسون
غيرترود كارولينا مانسون (بالسويدية: Gertrud Carolina Månsson؛ 18 ديسمبر 1866 – 30 ديسمبر 1935) كانت سياسية بلدية سويدية تنتمي إلى الحزب الاشتراكي الديمقراطي السويدي. تُعتبر أول امرأة تُنتخب كعضو في مجلس مدينة ستوكهولم، وأول امرأة تُنتخب رسميًا لمنصب سياسي في السويد ككل، وذلك في عام 1910.

## الحياة السياسية
برزت غيرترود مانسون في الحياة العامة خلال أوائل القرن العشرين، في فترة بدأت فيها السويد بإعطاء المرأة بعض الحقوق السياسية تدريجيًا على مستوى البلديات. وعندما أُتيحت للنساء فرصة الترشح للانتخابات البلدية في عام 1910، كانت مانسون من أوائل النساء اللواتي استغللن هذا الحق، وفازت بعضوية مجلس مدينة ستوكهولم.
وقد عُرفت بدفاعها القوي عن حقوق الطبقة العاملة والمرأة، ولعبت دورًا هامًا في إدماج النساء في العمل البلدي والحياة السياسية المحلية.

## التأثير والإرث
اعتُبرت غيرترود مانسون رمزًا مبكرًا لنضال المرأة من أجل التمثيل السياسي في السويد، ومهّدت الطريق لنساء أخريات لدخول المجالس المحلية والمناصب العامة. وما زالت تُذكر بوصفها واحدة من الرائدات في تاريخ المشاركة السياسية النسائية في البلاد.

## الوفاة
توفيت مانسون في 30 ديسمبر 1935، عن عمر ناهز 69 عامًا، بعد حياة كرّستها لخدمة المجتمع والعدالة الاجتماعية.